# نقاب
النقاب هو قطعة من القماش تغطي به المرأة وجهها باستثناء عينيها، وغالباً ما يكون أسود اللون. ينتشر النقاب في بعض الأقطار ذات الأغلبية المسلمة كما ترتديه نساء طائفة الحريديم اليهودية في القدس.
غالبًا ما يتم الخلط بين مصطلحي النقاب والبرقع. فالنقاب يغطي الوجه مع ترك العينين مكشوفتين، ترتديه النساء المسلمات اليوم في العديد من البلدان المختلفة، بينما يغطي البرقع الجسم بالكامل من أعلى الرأس إلى أخمص القدم، مع وجود حاجز شبكي يسمح لمن ترتديه بالرؤية، وعادة ما يوجد فقط في أفغانستان وأحيانًا في آسيا الوسطى.

## المعنى اللغوي
النقاب هي كلمة يراد بها التعبير عن ما تغطي به المرأة رأسها وعند بعض فقهاء المسلمين هو ما يتم به تغطية الرأس والصدغين أو العنق كذلك، وللتفريق بين الحجاب والنقاب يقال بأنَّ الحجاب يستر كافة جسد المرأة وشعرها ولكن النقاب هو ما تستر به المرأة رأسها ووجهها، والفرق بين الحجاب والنقاب أن الحجاب ساتر عام أما النقاب ساتر لوجه المرأة فقط. النقاب أيضا في كثير من الحالات تظهر منه العيون ، وهناك أنواع أخرى من النقاب التي تشمل توسيع فتحتي العين ومنها ما يظهر الخد والأنف والجبهة.

## عصر ما قبل الإسلام
أستخدمت أشكال مختلفة من حجاب الوجه منذ عصور ما قبل الإسلام. وعرف غطاء الوجه والبرقع واللثام عند العرب منذ الجاهلية، واستمر لما بعد الإسلام، ومما يدل عليه هو قول الشاعر الجاهلي عنترة بن شداد:
والإغداف: إرخاء القناع على الوجه، وأَغْدَفَت المرأَةُ قِنَاعَها: أَرسلَتْه على وجهها.
أما الشاعر الجاهلي النابغة الذبياني فيقول:
والنصيف كما جاء في معجم لسان العرب هو: ثوب تتجلل به المرأة فوق ثيابها كلها، وسمي نصيفا لأنه نصف بين الناس وبينها فحجز أبصارهم عنها، قال: والدليل على صحة ما قاله قول النابغة: سقط النصيف، لأن النصيف إذا جعل خمارا فسقط فليس لسترها وجهها مع كشفها شعرها معنى".

أما الرحالة والمؤرخ ابن جبير فقد زار جزيرة صقلية، ووصف زي النساء المسيحيات في مدينة أطرابنش قائلا: «وزي النصرانيات في هذه المدينة زي نساء المسلمين: فصيحات الألسن، ملتحفات، منتقبات، خرجن في هذا العيد المذكور وقد لبسن ثياب الحرير المذهب، والتحفن اللحف الرائقة، وانتقبن بالنقب الملونة، وانتعلن الأخفاف المذهبة، وبررن لكنائسهن أو كنسهن حاملات جميع زينة نساء المسلمين من التحلي والتخضب والتعطر».

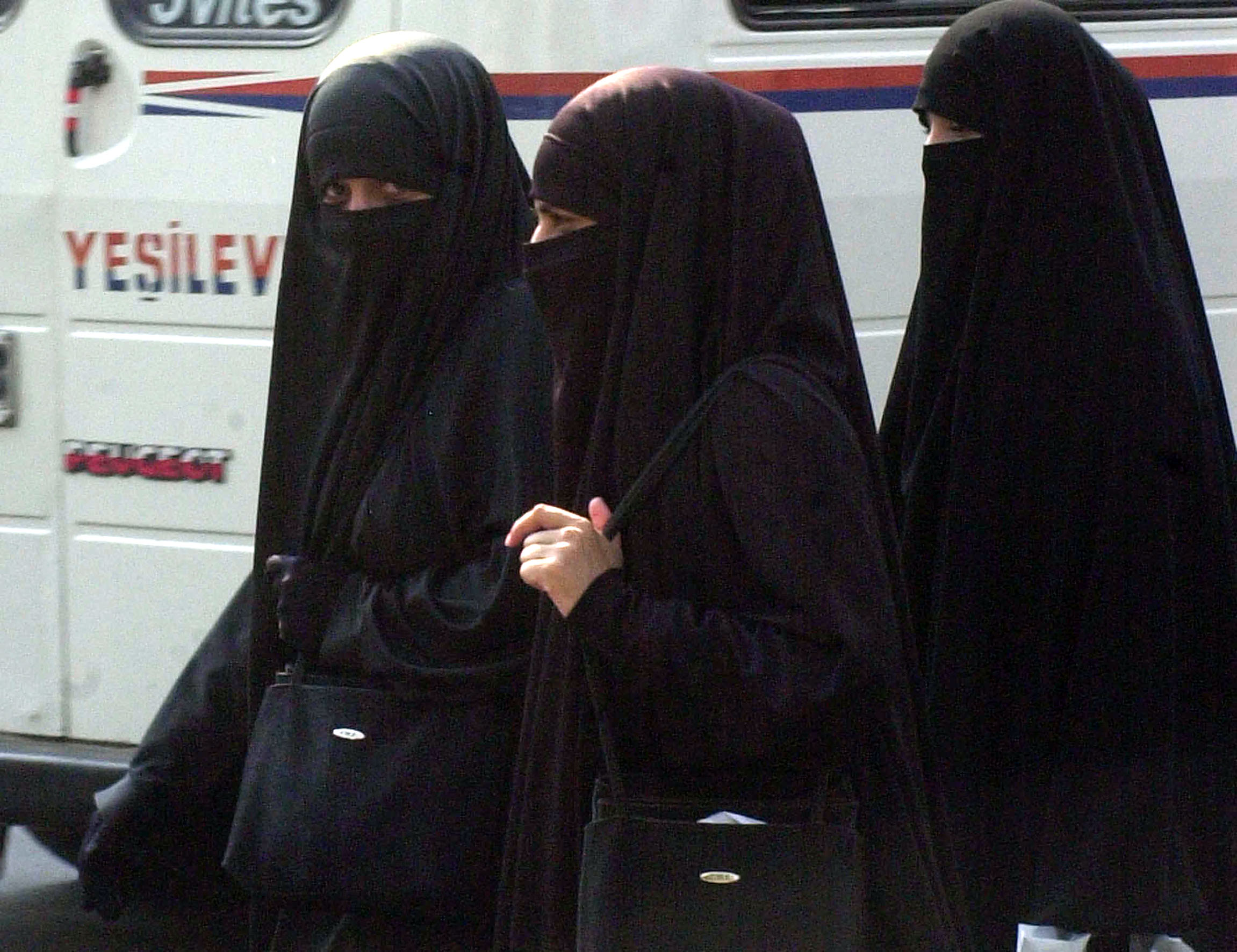
نساء يرتدين النقاب

تذكر الدكتورة هدى درويش في كتابها "حجاب المرأة بين الأديان والعلمانية" أن النقاب والبرقع معروف في الديانة اليهودية، وتورد نصوصا عديدة من التوراة تدل على ذلك، كما تورد نصوصا عن المسيحية في الحجاب والغطاء. أما قاسم أمين فقد نقل عن لاروس في كتابه "تحرير المرأة" قوله :«كانت نساء اليونان يستعملن الخمار إذا خرجن ويخفين وجههن بطرف منه كما هو الآن عند الأمم الشرقية.. ترك الدين المسيحي للنساء خمارهن وحافظ عليه عندما دخل في البلاد فكن يغطين رؤوسهن إذا خرجن في الطريق وفي وقت الصلاة. وكانت النساء يستعملن الخمار في القرون الوسطى، خصوصا في القرن التاسع فكان الخمار يحيط بأكتاف المرأة ويجر على الأرض تقريبا. واستمر كذلك إلى القرن الثالث عشر حيث صارت النساء تخفف منه إلى أن صار كما هو الآن نسيجا خفيفا يستعمل لحماية الوجه من التراب والبرد. ولكن بقي بعد ذلك بزمن في إسبانيا وفي بلاد أمريكا التي كانت تابعة لها». إذ من الواضح أن حديث لاروس كان عن لباس نساء اليونان قبل المسيح، وأن المسيحية جاءت وحافظت على الخمار.
يعتقد بعض الباحثين أن غطاء الوجه كان في الأصل جزءاً من لباس المرأة بين فئات معينة في الإمبراطورية البيزنطية واعتمد في الثقافة الإسلامية أثناء الفتح العربي في الشرق الأوسط. ومع ذلك، رغم تصوير الفن البيزنطي قبل الإسلام للنساء عادة بحجاب للرأس أو غطاء الشعر، فإنه لا يرسم النساء بنقاب على الوجه. وفي أوائل القرن الثالث من الميلاد، أشار الكاتب المسيحي ترتليان بوضوح في بحثه "حجاب العذارى" إلى أن بعض «الوثنيات» العرب يرتدين غطاء لا يغطي فقط الرأس وإنما أيضا كامل الوجه.[بحاجة لمصدر] علق إكليمندس الإسكندري أيضا على الاستخدام المعاصر لأغطية الوجه. هناك أيضا اثنين من المراجع في الكتاب المقدس في سفر التكوين 38.14 والتكوين 24.65 تحث على تغطية الوجه. هذه المصادر الأولية تظهر أن بعض النساء في مصر، السعودية، كنعان وفارس إستخدمن النقاب لفترة طويلة قبل ظهور الإسلام. يذكر الكتاب المقدس أيضا في سفر التكوين كيف رأى يهوذا فتاة تسمى تامار على قارعة الطريق وكانت تغطي وجهها:«فلما رآها يهوذا ظن أنها امرأة ساقطة، لأنها كانت تغطي وجهها». وهو مما يدل على أن تغطية الوجه كان معروفا قبل الإسلام.

## الأنماط

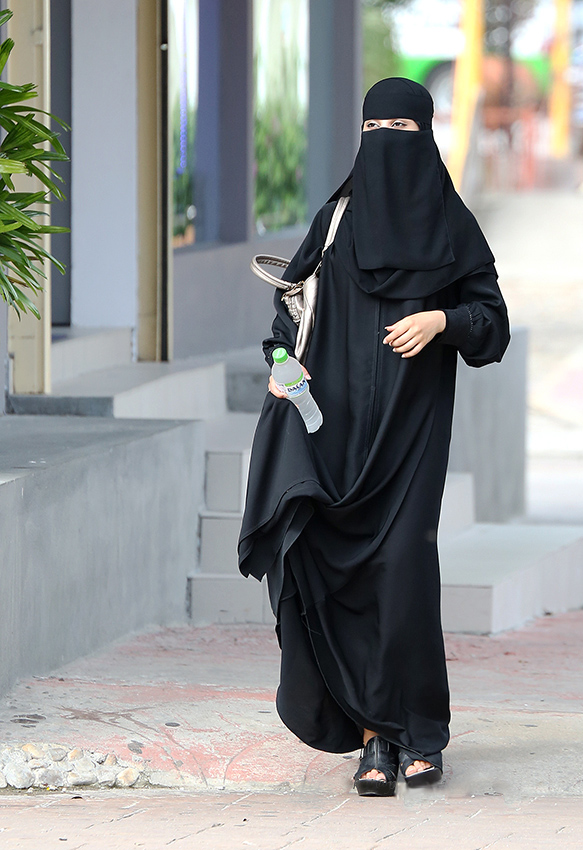
النقاب السعودي.

تتنوع أشكال النقاب وغطاء الوجه الذي ترتديه المرأة المسلمة في جميع أنحاء العالم. لكن جميعها تظهر العينين وهناك نوعين من الأشكال الأكثر شيوعا هي نصف النقاب والنقاب الخليجي.
 نصف النقاب هو قطعة نسيج تلف حول الوجه فوق الحجاب وتربط بعلاقات من الخلف، وتكون العينين وجزء من الجبهة مرئية. وفي الخليج تطور نصف النقاب ليصبح لثمة تردها المرأة على أنفها، وأحيانا تستخدم طرف الخمار وتلفه على الوجه حتى طرف الأنف.
النقاب الخليجي ويغطي كامل الوجه.  يتألف من شريط علوي يلتف على الجبهة، وقطعة واسعة من القماش الأسود تغطي الوجه، وتترك العينين مكشوفة. العديد من النساء يفضلن وضع طبقة خفيفه على النقاب فوق العين حيث يمكن ارتدائها أو رفعها عاليا فوق الحجاب. حين تقوم بانزال الغطاء فإن الشخص الذي يطالع المرأة لن يكون قادرا على رؤية عينيها، بينما هي سوف تكون قادرا على الرؤية من خلال النسيج الرقيق.
أخرى أقل شيوعا من أشكال النقاب هو نمط البرقع الأفغاني  الطويل الذي يمتد من الرأس إلى القدمين مع شبك صغير على الوجه. وهناك الشادور  الغطاء الفارسي تلبسه النساء في إيران، الذي يتكون من قطعة وشاح كبيرة مثلثة. يربط الوشاح من الخلف أسفل الرأس ويوضع فوق الأنف ويغطي الوجه كاملا ما عدا العينين.

## النقاب في الأديان

### أهل السنة والجماعة
يُعتبر النقاب واجبًا في المذهب الحنبلي والشافعي، بينما يُعتبر مستحبًا في المذهبين الحنفي والمالكي. يرى الكاتب محمد الغبان  بأن ظهور الاختلاف في الرأي بين المسلمين بين من يرى وجوب تغطية الوجه وبين ما يبيح كشفه لم يظهر إلا منذ وقت قريب وبعد دخول الإستعمار الغربي بلاد الإسلام. الغالبية العظمى من أقوال العلماء وأئمة المسلمين على مر التاريخ الإسلامي تذهب إلى أنه يجِبُ على المرأةِ سَترُ بدَنِها كُلِّه أمامَ الرجُلِ الأجنبيِّ، بما في ذلك الوجهُ والكَفَّانِ. ، وهو مذهبُ الجُمهورِ: الحنفيَّة، والأظهَرُ مِن مذهَبِ الشافعيَّة والصَّحيحُ مِن مذهَبِ الحنابلةِ، وهو قولُ جمعٍ مِن عُلَماءِ المالكيَّة وغيرِهم، وحُكِيَ فيه اتِّفاقُ المُسلِمينَ
منذ عام 2009 النقاب أثار جدلاً بين العلماء والناس والفقهاء على حد سواء بشأن ما إذا كان فرض أو استحباب أو عرف.[بحاجة لمصدر] يُذكر أن شيخ الأزهر الراحل محمد سيد طنطاوي رفض السماح بارتداء النقاب في مؤسسات التعليم الأزهري، مما دعا المجلس الأعلى للأزهر للرد على الشيخ الطنطاوي بأن النقاب مسموح به في المعاهد الأزهرية وجامعة الأزهر في وجود الرجال. أثارت هذه الحادثة غضب بعض رجال الدين وذكر بعض الحقوقيين أن قرار الشيخ الطنطاوي مخالف للقانون والدستور، في حين ذكر علماء آخرين إن النقاب ليس مفروضا في الإسلام الذي أقر بأن وجه المرأة ويديها ليس من "العورات".

### الشيعة الإثنا عشرية
يرى أغلب فقهاء الشيعة الإثنا عشرية بأن النقاب فضل وعمل راجح وفيه خير للمرأة وصلاح لها في الحياة الدنيا والآخرة، حيث يروي عن فاطمة الزهراء: «خير للمرأة ان لا ترى الرجل ولا الرجل يراها»، و«ان ادنى ما تكون من ربها ان تلزم قعر بيتها».

### في اليهودية

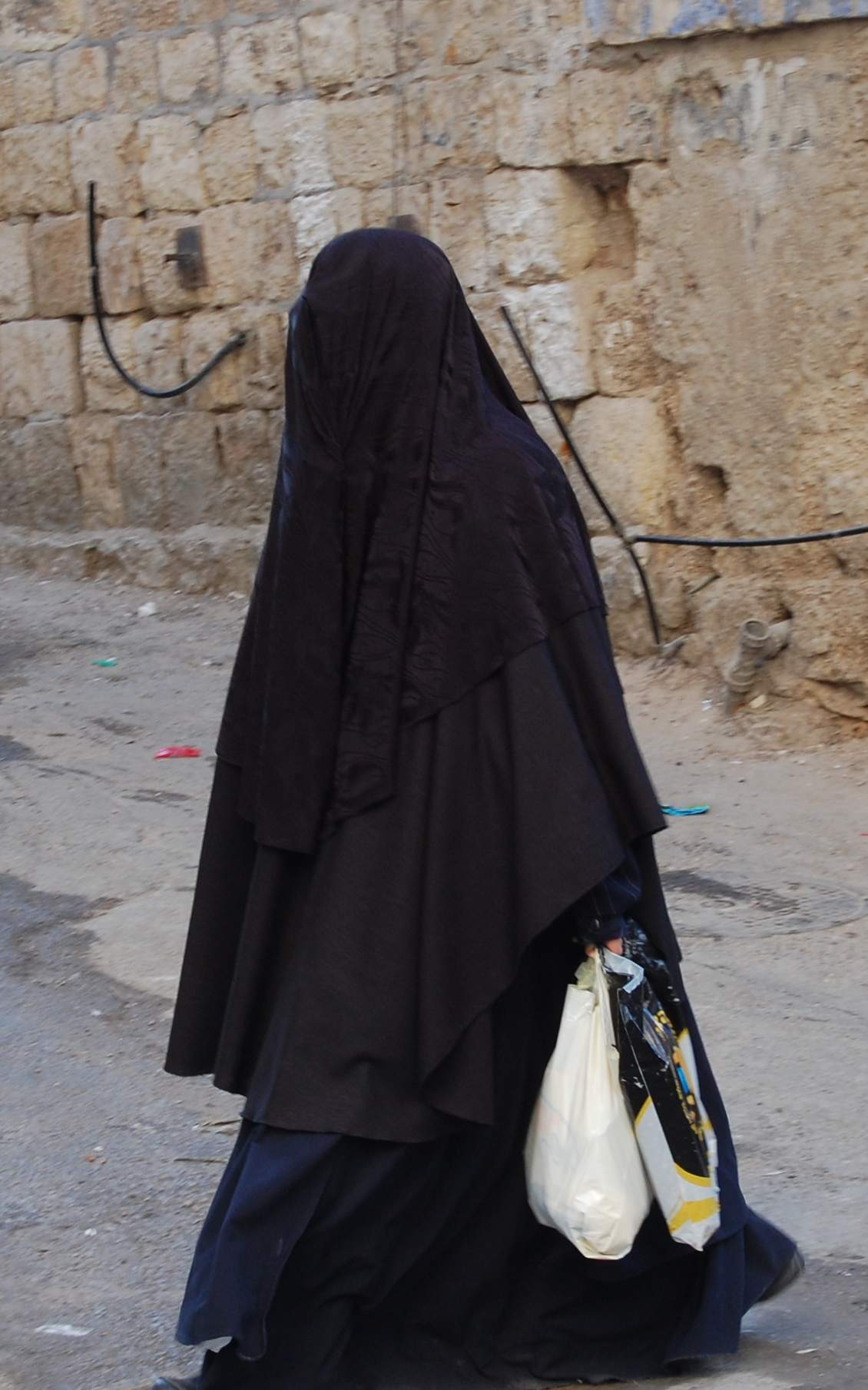
صورة لأحد نساء اليهود الحريديم في القدس مرتدية البرقع الحريدي

يزعم البعض أن النقاب ينحدر من أصول يهودية، ومن بينهم نائبة البرلمان آمنة نصير، أستاذة العقيدة والفلسفة الإسلامية في جامعة الأزهر حيث صرحت في صحيفة المصري اليوم قائلة: «إن النقاب ليس من الإسلام وإنما هو شريعة يهودية وإذا عدنا إلى العهد القديم وسفر التكوين نجد النقاب وإذا رجعنا إلى التلمود وهو كالسنة عندنا سنجد الحبر الشهير موسى بن ميمون يقول إذا خرجت المرأة من بيتها دون النقاب فقد خرجت من اليهودية. وإنه في العصر الجاهلي كانت القبائل اليهودية والعرب يتشاركون في مناطق واحدة والتشدد في النقاب من القبائل اليهودية انتقل إلى القبائل العربية وجاء الإسلام ووجد النقاب عادة منتشرة ومتجذرة فلم يفرضه ولم يرفضه وهذا مهم وإنما فرض الإسلام أمرين لضمان سلامة النفس والمجتمعات الأول (الزي الإسلامي المحتشم الذي لا يصف ولا يشف ولا يثير الرجل) والثاني (غض البصر) وهذه هي الروشتة الحقيقية لطهارة المجتمع». في حين عَقَّبَتْ صحيفة «تايمز أوف إسرائيل» على تصريحات النائبة معتبرة حديثها «غير صحيح وأنه لا يوجد إثباتٌ تاريخىٌ أو ثقافىٌ بأن للنقاب جذورًا يهودية». وادَّعَتْ الصحيفة العبرية أن النقاب، وهو غطاء الرأس الأكثر تشددًا من الحجاب، لا علاقة له بالمجتمعات اليهودية، ولا يوجد إثباتٌ تاريخىٌ بأن له جذورًا يهودية، وأنه لم ينتقل إلى المجتمعات الإسلامية والعربية من اليهود. وأصر محمد أبو غدير، رئيس قسم الدراسات الإسرائيلية السابق بجامعة الأزهر، أن النقاب مذكور في العهد القديم أكثر من مرة، وأنه نشأ في منطقة شبه الجزيرة العربية كعادة اجتماعية وليس على أساس دينى، وكشف الأستاذ بجامعة الأزهر أن بعض القبائل اليهودية المتشددة لا تزال نساؤها ترتدى النقاب حتى الآن داخل إسرائيل، فهناك جماعة طالبان الإسرائيلية التي رحلت من كندا إلى إسرائيل لا تزال نساؤها يرتدين غطاء الوجه حتى الآن، معتبرا إنكارهم ليس له أي سبب واضح.

## الجدل حول النقاب في دول العالم

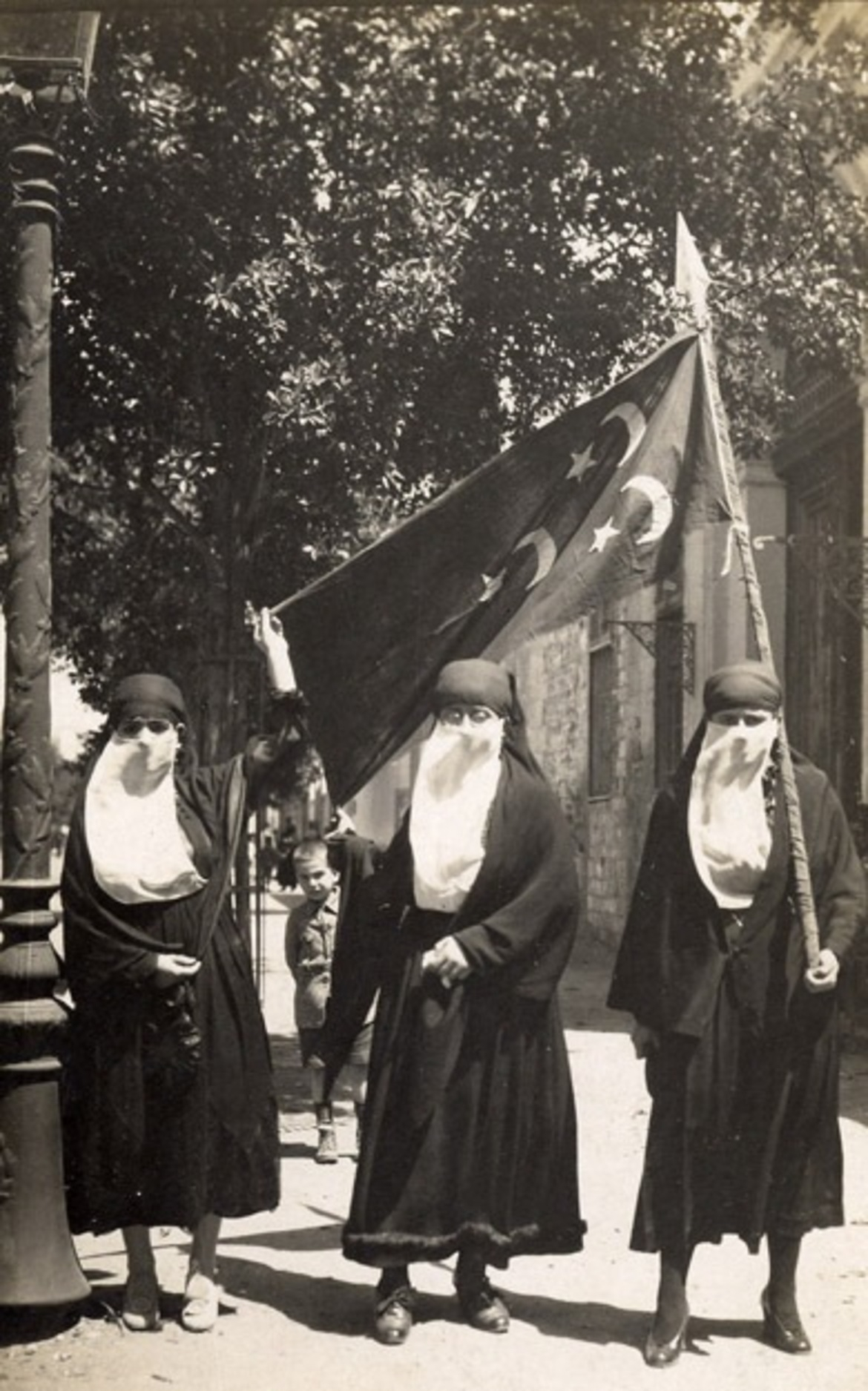
نساء مصريات منتقبات في ثورة 1919م.

### مصر
أطلق شيخ الأزهر الدكتور محمد سيد طنطاوي فتوى، حيث أعلن أن النقاب عادة وليس عبادة وسيوصي بمنعه في المدارس والمعاهد والمدن الجامعية.

بدأت القضية أثناء تفقد شيخ الأزهر للمعاهد الأزهرية في اليوم الأول للعام الدراسي، فوجد في أحد معاهد البنات فتاة في الصف الثاني الإعدادي مرتدية النقاب. لحظتها أجبر الطالبة على خلع النقاب وعدم ارتدائه مستقبلا. وأبدى رئيس جامعة الأزهر آنذاك أحمد الطيب تجاوبه مع موقف شيخ الأزهر حيث تقرر منع الطالبات والمعلمات من ارتداء النقاب داخل المحاضرات والكليات الخاصة بالبنات التي تقوم بالتدريس فيها المدرسات من النساء فقط، مؤكدا أن النقاب لم يرد به أي نص قرآني أو حديث نبوي وليس مباحا أو فضيلة بل هو عادة وأجمع الفقهاء أن كشف الوجه والكفين جائز شرعا.

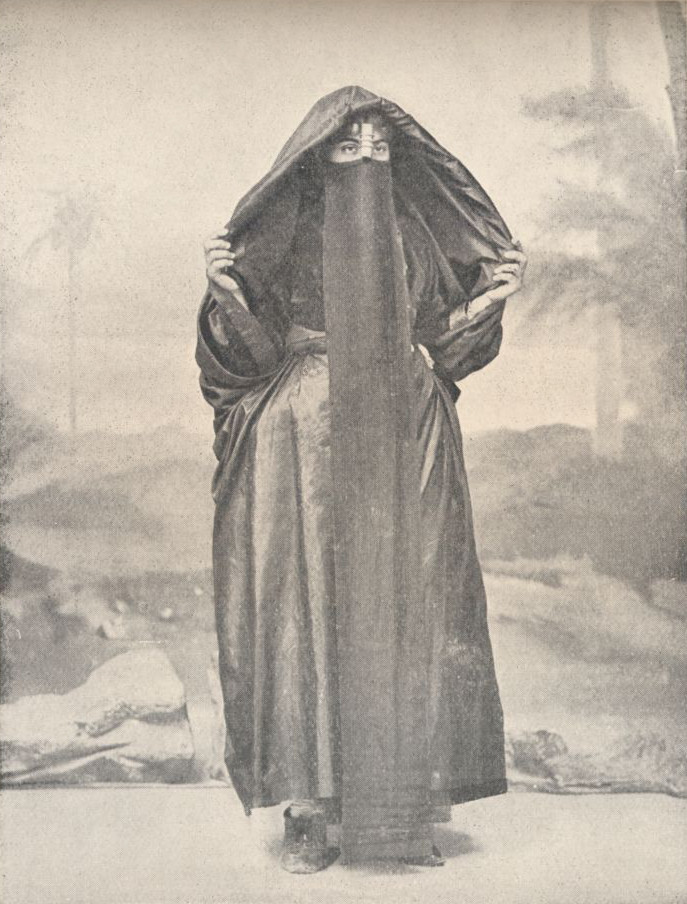
امرأة قبطية مصرية سنة 1918 تلبس النقاب.

وقالت سعاد صالح عن قرار شيخ الأزهر انه تأخر كثيراً «مما تسبب بترسيخ فكرة أن النقاب فرض شرعي مع أنه عادة». وأفتت مؤخرا أن «الإسلام لا يوجد به ما يثبت أن النقاب فريضة، وحرام طالما أحدث ضررا في المجتمع». وطالبت العميدة السابقة لجامعة الأزهر آمنة نصير بسن قانون يجرم ارتداء النقاب للحفاظ على سلامة المجتمع «أنا أنتظر مثل هذا القانون الشجاع منذ 25 عامًا لمنع النقاب لأنه شريعة اليهود وعادة وليس تشريعًا إسلاميًا».
في أبريل 2017، دخلت أزمة حظر النقاب منعطفا جديدا عندما أعلن عدد من أعضاء مجلس النواب (البرلمان) قرب الانتهاء من مشروع لقانون، يقضي بمنع ارتداء النقاب تماما في المؤسسات الحكومية، مؤكدين أن «هذا القانون ضروري الآن لأسباب أمنية للتصدي للإرهاب والتطرف».

### باكستان
في عام 2015، أصدر المجلس الدستوري للفكر الإسلامي فتوى مفادها أن النساء غير ملزمات بارتداء النقاب أو تغطية أيديهن أو أقدامهن بموجب الشريعة.

### السعودية
المرأة السعودية ليست مجبرة من قبل القانون لارتداء النقاب، إلا أنه يعتبر جزء مهم من الثقافة السعودية. في معظم المدن السعودية، الغالبية العظمى من النساء يقمن بتغطية وجوههن. أثار ظهور أحمد الغامدي، الرئيس السابق لهيئة مكة، على التلفزيون مع زوجته مكشوفة الوجه دون نقاب في برنامج تلفزيوني على قناة «إم بي سي» تقدمه الإعلامية السعودية بدرية البشر، موجة جدل واسعة وردود أفعال مختلفة، انقسمت بين مؤيد ومندد في مجتمع نادراً ما تكشف فيه النساء عن وجوههن أمام العامة، وذلك بموجب التقاليد المعتمدة في السعودية. واعتبر الغامدي أن النقاب ليس من الإسلام كما رأى أنه يمكن للمرأة أن تضع المكياج. وقال للبرنامج الذي تقدمه بدرية «النبي لم يأمر المرأة بأن تغطي وجهها ... ما على الوجه والكفين من زينة جائز إبداؤه». وتعرض الداعية حينها لهجوم من أصحاب الآراء المتشددة، في حين دعمته شخصيات اجتماعية ودينية عديدة.

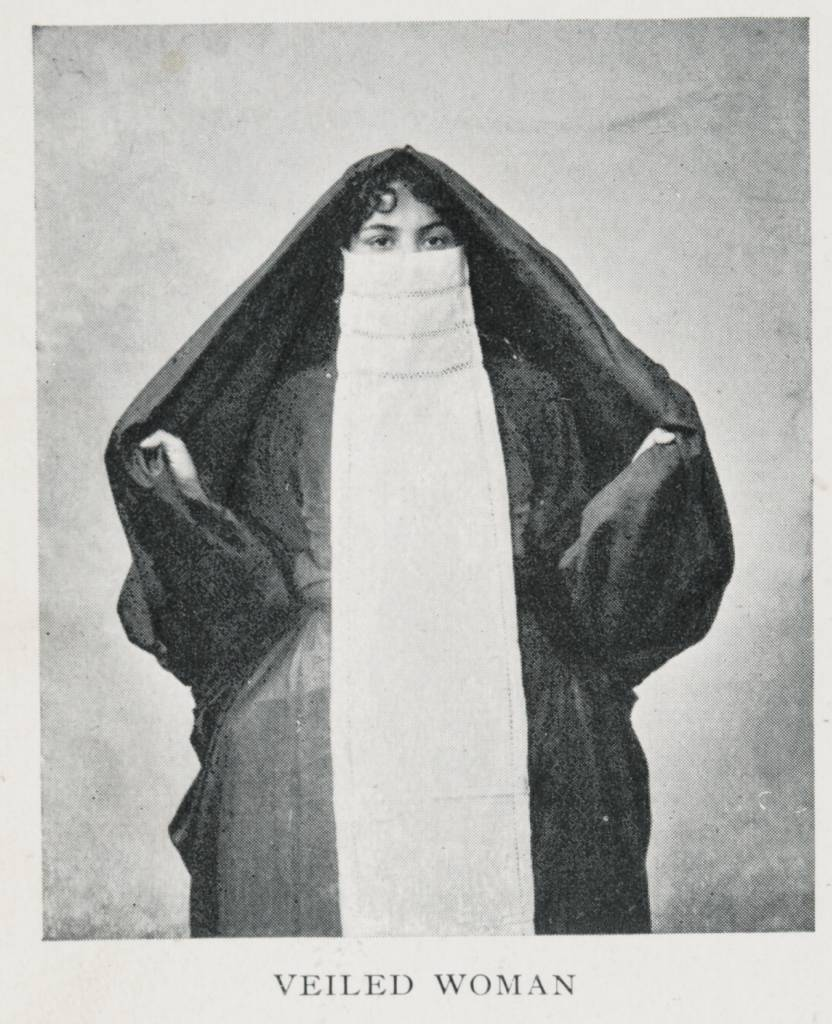
امرأة مصرية منقبة سنة 1906م

انتقد كل من الداعية عادل الكلباني وعضو مجلس الشورى السعودي الدكتور عيسى الغيث، القذف الذي تعرض له أحمد الغامدي. ونقلت صحيفة «الوطن» عن الكلباني، قوله إن كشف المرأة وجهها بشكل عام موضوع عليه خلاف فقهي بين أهل العلم، لذلك فإن أي شخص يأخذ بأحد الرأيين فيجب ألا يرمى بالفسق والفجور،  كما كان لإمام الحرم سابقا سلسلة تغريدات انتقد فيها «إدخال الأهواء» في التفسير، وقام بنقل آراء «أكابر علماء السلف» حول الموضوع ومنها ما يشير إلى جواز كشف المرأة لوجهها.
ويرى الغيث أن كشف المرأة وجهها مسألة خلافية ومن تكشف وجهها فهي مجتهدة ولا يجوز الإنكار عليها، ولام الغيث بعض المشايخ والمفكرين، واصفاً آراءهم المطروحة عبر «تويتر» بحق الغامدي بالـ«غوغائية»، مشيراً إلى أن الغامدي لو كان إخوانياً أو سرورياً لما تعرض لكل هذا الهجوم، على حد تعبيره.
وقال عيسى الغيث في سلسلة تغريدات على تويتر جاءت تعقيباً منه على الجدل حول ظهور زوجة الغامدي: «ليس عجبي من مواقف العوام تجاه مسائل الاجتهاد ومصادرتهم للرأي الآخر؛ إنما من بعض المشايخ الذين صاروا أكثر استبداداً وغوغائية من مريديهم.. المجتمع المتناقض يستنكر الأسوياء». كما تناولت بدرية البشر نفسها القضية وتداعياتها بتغريدات لها فأشارت في إحداها إلى ما قاله الشيخ الغامدي نقلا عن مفتي المملكة الراحل، عبدالعزيز ابن باز: «قلت للشيخ بن باز إننا في مكة نواجه شعوباً مختلفة المذاهب ونجد خلافاً في تغطية وجه المرأة فكتب لرئاسة الهيئة بعدم التضييق على الناس».

### تونس
تطالب الكتلة النيابية الليبرالية في تونس بمنع النقاب، وتم دعمها من قبل الشخصيات الإسلامية في البلد حيث قال وزير الشؤون الدينية التونسي عثمان بطيخ «ليس هناك حرج في منع النقاب لا شرعًا ولا قانونًا، فالدين طلب ستر الجسد بلباس مقبول ومحترم، ولم يفرض النقاب كما يعتقد البعض». وردّ على من اعتبر هذا المنع تعديًا على الحرية الشخصية، قائلًا: «نتحدّث عن الحرية الشخصية عندما لا يكون هناك تهديد لحرية الغير ولحياته ولأمنه. نحن رأينا صغيرات دون سن البلوغ ودون التكليف الشرعي يفرض عليهن النقاب في اعتداء صارخ على طفولتهن وبراءتهن». وأعرب مفتي الديار التونسية حمدة سعيد عن تأييده لمنع ارتداء النقاب للضرورات الأمنية، وذلك بعد ثلاثة أيام من صدور قرار لوزارة الداخلية التونسية يقضي بتشديد الرقابة على كل من ترتدي النقاب،  وأوضح أن النقاب في تعريفه يعني غطاء الوجه فإذا غطت المرأة وجهها فهي متنقبة أما إذا اعتبر النقاب وغيره حرية شخصية من باب حرية اللباس كما نص على ذلك الدستور التونسي فللدولة الحق في أن تقيد هذا المباح إذا تعلق ذلك بمصلحة البلاد والمجتمع بناء على قاعدة دفع المضرة مقدم على جلب المصلحة.

### سوريا
في صيف عام 2010 نقلت 1200 معلمة يرتدين النقاب إلى وظائف بمناصب إدارية بحجة أن حجاب الوجه يقوض السياسات العلمانية التي تتبعها الدولة فيما يتعلق بالتعليم. في صيف عام 2010، مُنعت الطالبات اللاتي يرتدين النقاب من التسجيل في الفصول الجامعية. وارتبط الحظر بخطوة اتخذتها الحكومة السورية لإعادة التأكيد على الجو العلماني التقليدي لسوريا. في 6 أبريل 2011، ذُكر أن السلطات سمحت للمعلمات بارتداء النقاب مرة أخرى.

### أذربيجان

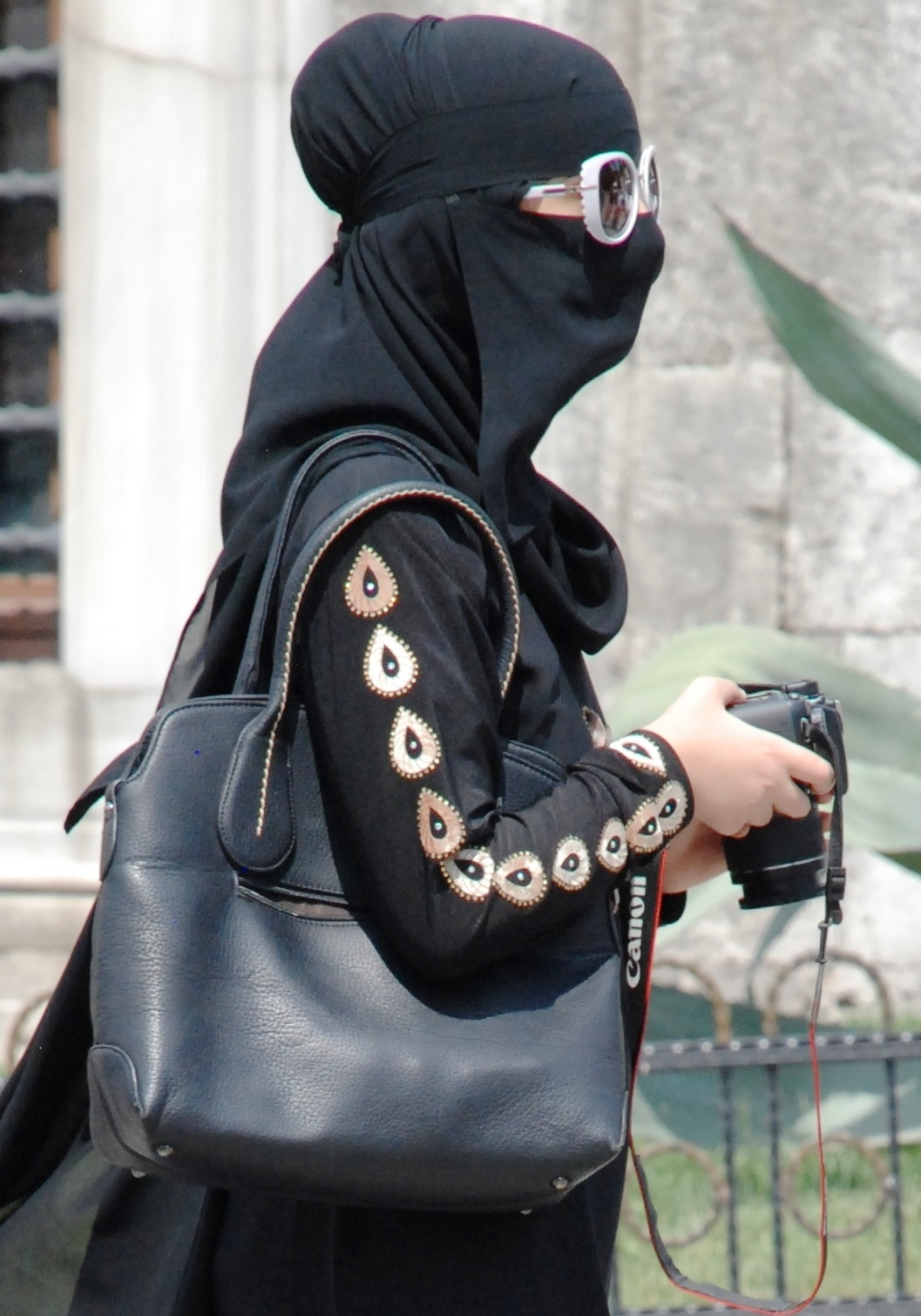
امرأة ترتدي النقاب في تركيا سنة 2013

النقاب ممنوع في أذربيجان، حيث الأغلبية الساحقة من السكان المسلمين. النساء المنتقبات( تماما مثل النساء المحجبات) لا يمكنهن العمل كموظفين عموميين، ولا يمكنهن مواصلة الدراسة في المدارس بما في ذلك المدارس الخاصة. على الرغم من أنه لا يوجد هناك أي قانون يحظر النقاب في شركات القطاع الخاص، فإنه سيكون من المستحيل تقريبا بالنسبة للمرأة المنتقبة أن تعثر على عمل.

### أفغانستان
تغطية الوجه كان إلزامي من قبل نظام طالبان مع الغطاء الأفغاني التقليدي أو مايسمى البرقع.

### فرنسا
سُنّت التشريعات التي تمنع المسلمة من ارتداء النقاب تحت طائلة فرض الغرامات والعقوبات، مما أثار جدلًا كبيرًا، ارتفعت وتيرته بعدما فرضت فرنسا، وفيها نحو 5 ملايين مسلم، أي أكبر جالية مسلمة في أوروبا، حظرًا على تغطية الوجه.
في 2004، أقر البرلمان الفرنسي قانونا لتنظيم «ارتداء أو وضع الرموز التي تشير إلى الانتماء الديني في المؤسسات التعليمية العامة». في هذا القانون تم منع كل الشعارات الصريحة التي تحدد المعتقد الديني لمن يرتديه في المدارس العامة الفرنسية. وتم اقتراح هذا القانون لأن لجنة ستازي، وهي اللجنة التي من المفترض أن تفرض العلمانية في المجتمع الفرنسي، اضطرت للتعامل مع الشكاوي المتكررة حول الحجاب في المدارس العامة الفرنسية، حيث أن الغريبين على الإسلام لم يفهمو الغرض من الأوشحة وبالتالي شعروا بعدم الارتياح.
وفي يوليو / تموز 2010، الجمعية الوطنية في فرنسا مررت قانون (يحظر إخفاء الوجه في الأماكن العامة). في عام 2011، فرضت الحكومة الفرنسية حظرًا على النقاب، مع تغريم مرتديته 150 يورو، وتغريم كل من يجبر امرأة على ارتدائه بغرامة تصل قيمتها إلى 30 ألف يورو وقضاء سنتين في السجن. القانون الفرنسي أثار جدلا واسعا. خاصة عندما صرح الرئيس الفرنسي نيكولا ساركوزي علنا «البرقع غير مرحب به في فرنسا لأنه يتعارض مع القيم والمثل العليا ويشكل انتهاكا للمساواة بين الجنسين، وخطرا كبيرا على الرغبة في العيش معا».

### سويسرا
على الرغم من أن السائحات الآتيات من الشرق الأوسط يصلن منقبّات إلى الأراضي السويسرية، وافق النواب في سويسرا على منع النقاب، بعد اقتراح قانون طرحه حزب اتحاد الوسط الديمقراطي (يمين شعبوي). تقول صحيفة «لو ماتان ديمانش» إن 71 في المئة من السويسريين يؤيدون حظر النقاب. علمًا أن عدد المسلمين في سويسرا 300 ألف مسلم. في كانتون تيسينو في جنوب البلاد، نظمت سلطاته المحلية استفتاء في عام 2013 لحظر النقاب أيّده القسم الأكبر من المشاركين فيه. وطبق النظام في 2016 عندما أعلنت السلطات السويسرية المحلية حظر ارتداء النقاب في الأماكن العامة.

### النمسا
أعلن كريستيان كيرن، مستشار النمسا، أنه سيسعى إلى منع النقاب في الأماكن العامة لمواجهة التحدي الذي يفرضه اليمين المتطرف. وقال: «النقاب الذي يغطي كامل الوجه سيُمنع في الفضاءات العامة». ولم يرد أي ذكر لمنع حجاب الموظفات الرسميات، لكن النص أورد أن ممثلي الدولة يجب «أن يقدموا أنفسهم كمحايدين دينيًا».

### هولندا
النقاب في هولندا ممنوع بشكل جزئي في بعض الأماكن العامة: المدارس والمستشفيات ووسائل النقل المشترك. ويحظر القانون الهولندي إخفاء الوجه في مباني التعليم والرعاية الصحية والحكومة وفي وسائل النقل العام. وسيكون انتهاك القانون الذي يجب أن ينال موافقة مجلس الشيوخ عرضة لغرامة تصل إلى 405 يورو.
الحظر ليس ساريًا في الشارع، لكنه يطبّق في «حالات محددة حين تكون رؤية الوجوه ضرورية لأسباب أمنية، مع تأكيد أن لا أسباب دينية لهذا الحظر».

### بلغاريا
في بلغاريا، يشكل المسلمون نحو 12 في المئة من عدد السكان، البالغ عددهم 7.2 ملايين نسمة، ينحدرون من عرق تركي. انتشر النقاب في بلغاريا في حي الغجر، الذي يسكنه 70 ألف نسمة، ومسقط رأسر أحمد موسى، الذي أعلن نفسه إمامًا، حتى تم اعتقاله في عام 2014 بتهمة الترويج للتطرف، فما كان من البرلمان البلغاري إلا أن حظر ارتداء النقاب في الأماكن العامة، لتعزيز الأمن في أعقاب هجمات نفذها متشددون في أوروبا.

### النرويج
في عام 2012 في النرويج، قام أستاذ في جامعة ترومسو بحرمان طالبة من استخدام النقاب في الفصول الدراسية. وزعم الأستاذ النرويجي أنه من حق كل معلم رفض استخدام النقاب في فصله الدراسي. في 2017 يجري تطبيق قانون من قبل الحكومة النرويجية لحظر الملابس التي تغطي الوجه مثل النقاب في المدارس والبلديات، معتبرة أنه يعيق التواصل. وبهذه الخطوة ستكون النرويج الدولة الأولى بين الدول الإسكندنافية التي تفرض حظرا على ارتداء النقاب للبالغات والأطفال.

### الكونغو
في مايو 2015، جمهورية الكونغو الديمقراطية حظرت النقاب من أجل مواجهة التطرف. وأعلن القرار من قبل الحاجي جبريل رئيس البلاد الإسلامية في المجلس الأعلى.

### كندا
النقاب محظور في مقاطعة كيبيك الكندية في جميع الخدمات الممولة من القطاع العام، لا يمكن للأشخاص الحصول على خدمة عامة أو تقديم خدمة عامة ووجوهم مغطاة، من الأمثلة على هذه الخدمات النقل العام والمستشفيات والمحاكم وغيرها. في 18 أكتوبر 2017، أُقر مشروع القانون رقم 62 وأصبح قانونا نافذا بعد تصويت 66 برلماني في الجمعية الوطنية في كيبيك. أطلق على القانون الجديد اسم "قانون لتعزيز الحياد الديني للدولة، وعلى وجه الخصوص لتوفير إطار لطلبات السكن الديني في بعض الهيئات". إلا أن اللوائح الخاصة بتنفيذ المنع والامتيازات الدينية لم توقع حتى يوليو 2018.
في أكتوبر 2009، دعا الكونجرس الكندي المسلم إلى حظر البرقع والنقاب قائلاً إنهما "لا أساس لهما في الإسلام". واستشهدت المتحدثة باسم الوزارة فرزانة حسن بقضايا السلامة العامة مثل إخفاء الهوية والمساواة بين الجنسين، مشيرة إلى أن ارتداء البرقع والنقاب "ممارسة تهمش المرأة".
في ديسمبر 2012، قضت المحكمة العليا لكندا بأن النساء المسلمات اللواتي يرتدين النقاب عليهن خلعه في بعض الحالات عند الإدلاء بشهادتهن في المحكمة.

### الولايات المتحدة
في عام 2002، رفعت سلطانة فريمان (ساندرا كيلر سابقًا التي اعتنقت الإسلام في عام 1997 عندما تزوجت من رجل مسلم) دعوى قضائية ضد ولاية فلوريدا الأمريكية لرفض السلطات المختصة منحها رخصة قيادة بصورة لها بالنقاب، ومع ذلك قررت محكمة استئناف في فلوريدا بأن طلب الولاية منها الظهور أمام الكاميرا في مكان خاص مع موظفة تلتقط صورة لها من أجل السماح لها بالقيادة هو قانوني.
الرأي السائد في فلوريدا حاليًا هو أن إخفاء وجه المرء على وثيقة او مستند رسمي يجعل من الصعوبة التعرف على الفرد مما يبطل الغرض من التقاط الصورة، ومع ذلك هناك 15 ولاية أخرى (بما في ذلك أركنساس وكاليفورنيا وأيداهو وإنديانا وأيوا وكانساس ولويزيانا) لديها قوانين تسمح بالحصول على رخصة القيادة دون حتى وجود صورة، وذلك من أجل حرية الأفراد الذين قد يكون لديهم سبب ديني لعدم رغبتهم بالتقاط صورة لهم، في عام 2012، نفذت سلسلة من عمليات السطو المسلح في فيلادلفيا من قبل مجرمين متنكرين بزي نسائي إسلامي تقليدي؛ خشي المسؤولون المسلمون أن يؤدي التنكر إلى تعريض النساء المسلمات لجرائم الكراهية وإثارة التوترات العرقية.

### أستراليا
في مايو 2010، أثارت عملية سطو مسلح ارتكبها رجل يرتدي الحجاب والنظارات الشمسية إلى دعوات لحظر الحجاب الإسلامي؛ لكن هذا التشريع الجديد رُفض من قبل رئيس الوزراء كيفن رود والزعيم الليبرالي توني أبوت.